# Albert Chernenko
Albert Konstantinovich Chernenko (en ruso: Альберт Константинович Черненко; 6 de enero de 1935 – 11 de abril de 2009) fue un filósofo ruso, conocido por sus innovaciones en los campos de la filosofía social y la filosofía legal. Era hijo de Konstantin Chernenko, quinto Secretario general del Partido Comunista de la Unión Soviética y Faina Chernenko.
Durante la época de la Unión Soviética, Chernenko creó la teoría de la "causalidad histórica", que afirma que la naturaleza multinivel de las relaciones causa-efecto juega un papel importante en los procesos históricos. Este fue un paso esencial en el desarrollo de la comprensión de los acontecimientos históricos por parte de los soviéticos. Según Chernenko, la causalidad en la historia tiene tres niveles de autodesarrollo: "general" (la construcción de una formación concreta), "especial" (condiciones históricas) e "individual" (acciones de figuras históricas).
A principios de los 90, desarrolló la idea de la "tecnología legal". en el que la metodología de la ingeniería social se utiliza para diseñar procesos sociales y para reformar un sistema social. El propósito de la tecnología legal, según Chernenko, es la creación de un sistema legal racional y efectivo a la luz de la naturaleza multinivel de la causalidad y la comprensión sustancial del sistema del derecho. En este sentido, como el fenómeno social tiene el derecho no solo externo (el entorno social), sino también interno potencial de "autodesarrollo" inconsistente, eso permite considerar los fenómenos jurídicos en un contexto de determinaciones socioculturales (a nivel macro) y de autodeterminación (a nivel micro).

## Obras
- Features of Causality In History And Dialectics of Its Research (1971)
- Causality In History (1983)
- Socially-Philosophical Problems of The Theory of Historical Causality (1985)
- Legal Philosophy (1997)
- Alternatives of Economic And Legal Development (2002)
- The Target Component And Axiological Aharacter of Legal Technology (2003)
- Theoretical And Methodological Problems of The Legal System Forming (2004)

## Notes
1. ↑  «Проза - скачать книги бесплатно и читать электронные книги онлайн». December 2017.
2. ↑  Albert Chernenko, La causalidad en la historia, 1983
3. ↑  Albert Chernenko, Features of Causality In History And Dialectics of Its Research, 1971, Socially-Philosophical Problems of The Theory of Historical Causality, 1985